# Musée archéologique de Bourgas
Le Musée archéologique de Bourgas (en bulgare, Археологически музей (Бургас), translittération scientifique internationale  Arheologicheski muzej Burgas) est situé à Bourgas. Il conserve des artefacts découverts dans les sites de l'oblast de Bourgas.
Outre une collection d'objets illustrant l'histoire de la région de la Préhistoire au Moyen-Age, le musée conserve des objets relatifs à l'histoire de la navigation en Mer Noire.

## Histoire
Le musée est abrité dans un bâtiment édifié par un architecte suisse, Hermann Mayer, et destiné à être un lieu d'enseignement pour jeunes filles

## Collections

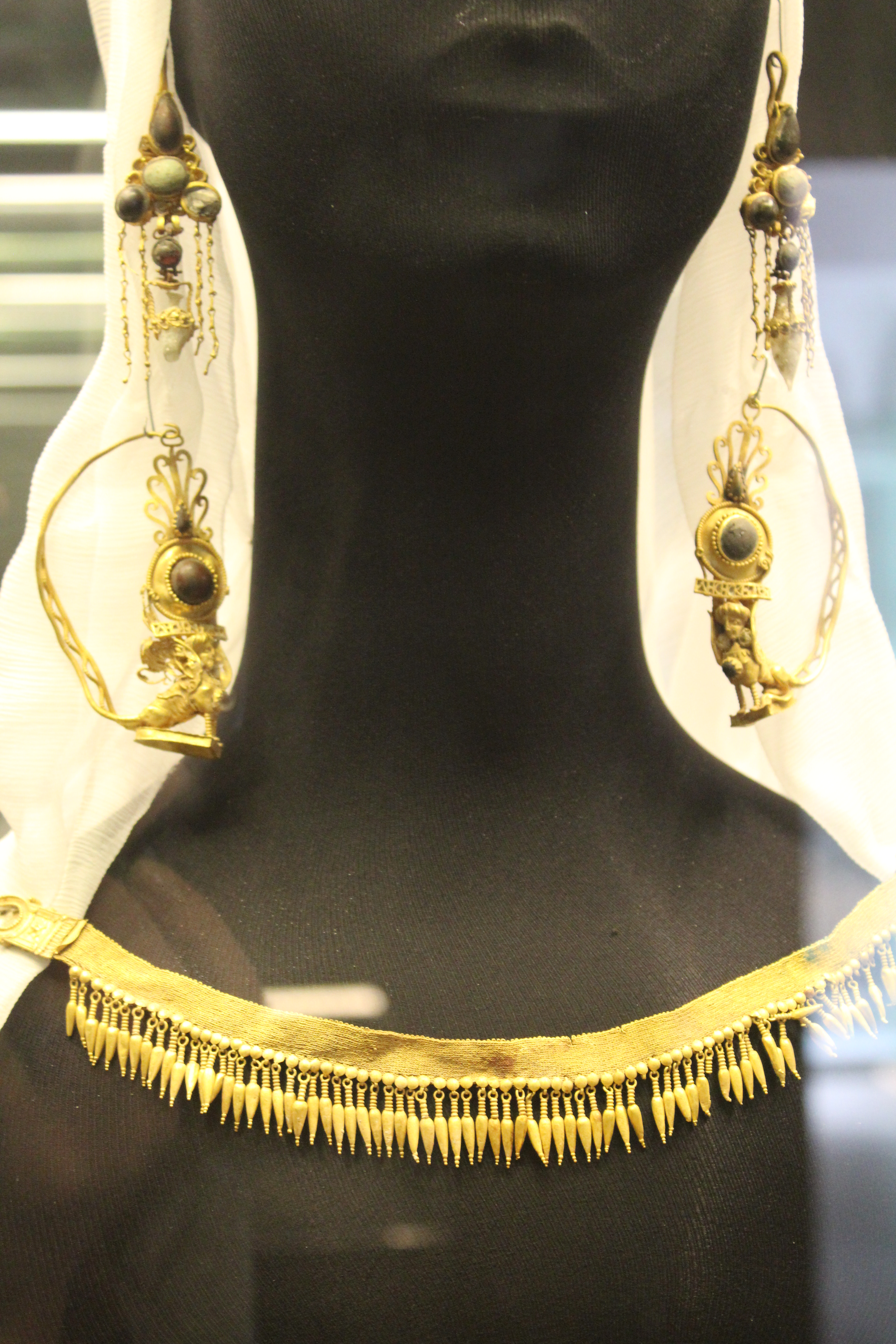
Ornements de la princesse thrace de Leseskepra
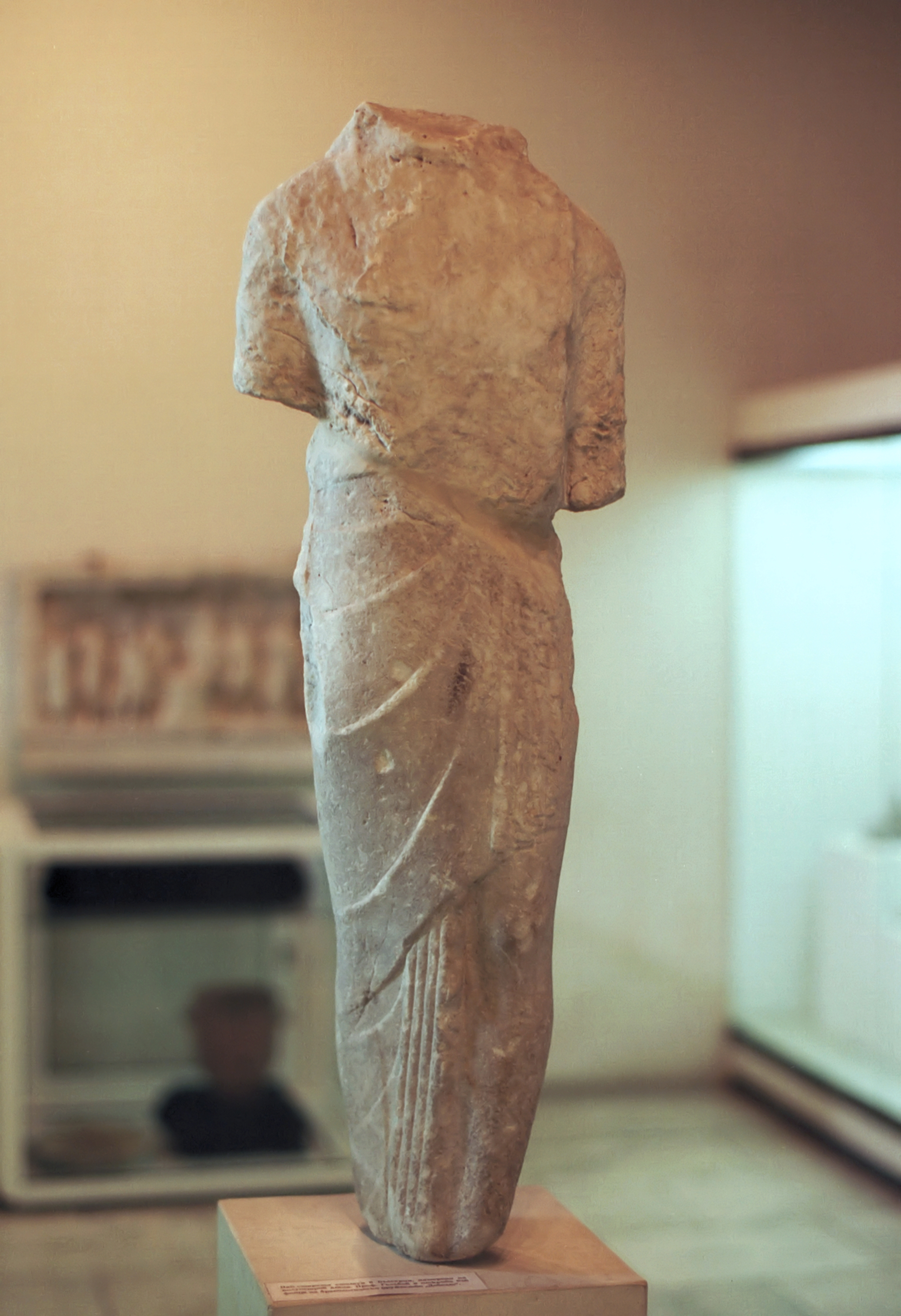
Statue de Kouros
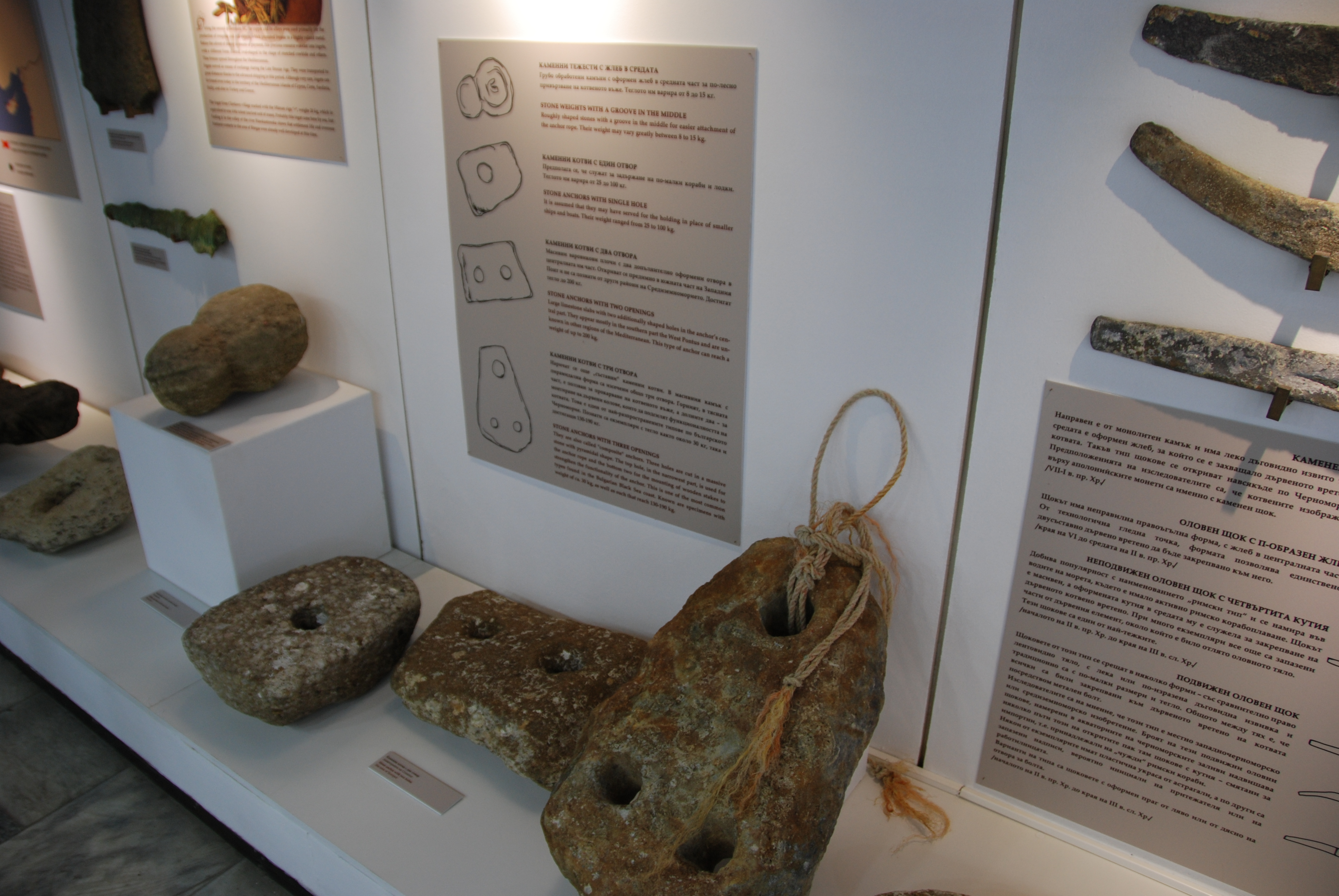
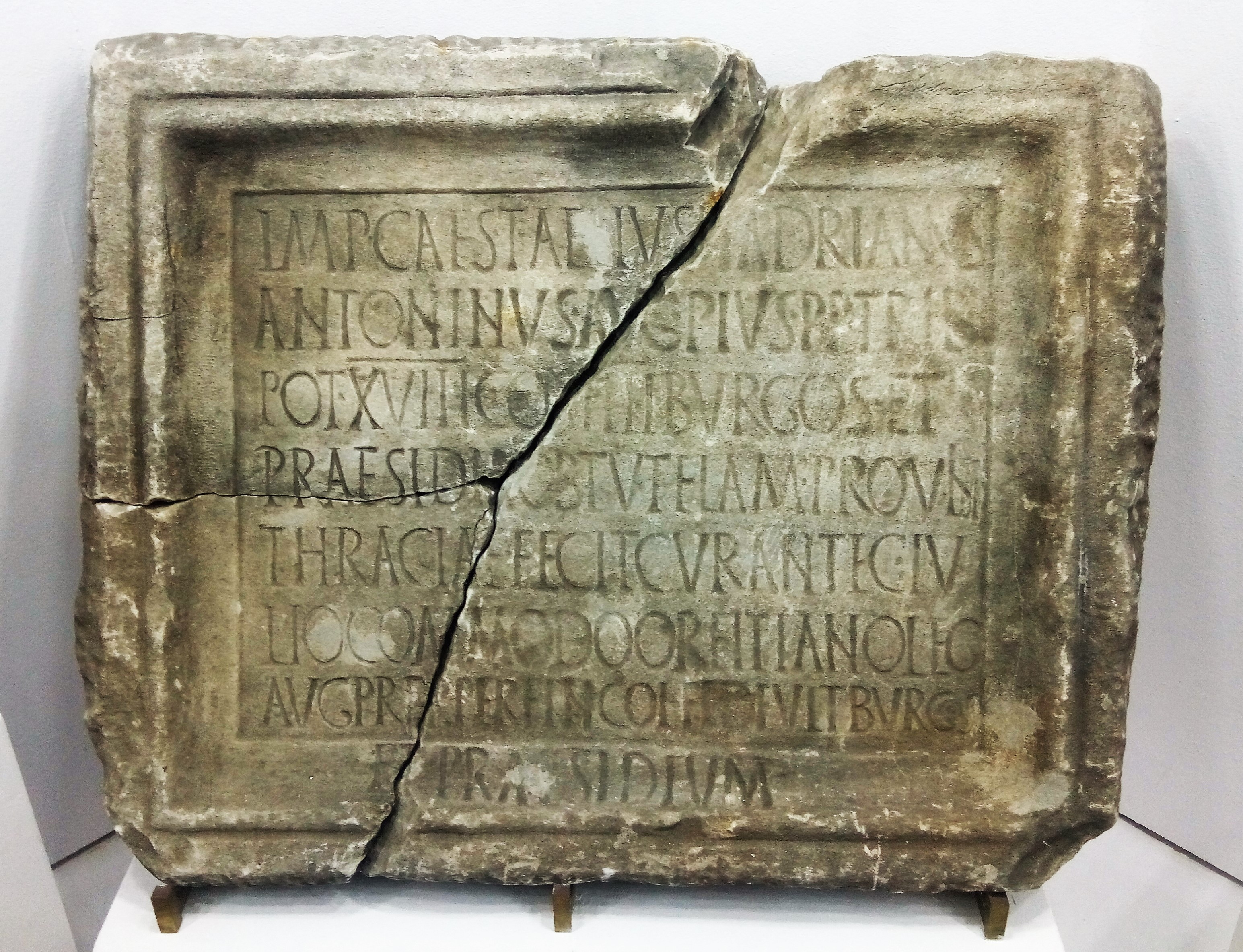